# Fédération des industries allemandes
Pour les articles homonymes, voir BDI.
La Fédération des industries allemandes,, (allemand : Bundesverband der Deutschen Industrie), abrégé BDI, est la principale organisation de l'industrie allemande et des prestataires de services liés à l'industrie.

## Histoire
Entre 1950 et 1999, le siège de la BDI se trouvait à la Maison de l'industrie allemande à Cologne.

## Caractéristiques
Le Bundesverband der Deutschen Industrie représente 39 associations industrielles et plus de 100 000 entreprises avec environ huit millions d'employés. L'adhésion est volontaire. Au total, quinze représentations d'État représentent les intérêts de l'économie au niveau régional. 
Le siège de la BDI se trouve à la Haus der Deutschen Wirtschaft (maison de l'économie allemande) à Berlin. De plus, la BDI possède d'autres bureaux à l'étranger et est donc représentée à l'international, avec des bureaux à Tokyo, Pékin, Bruxelles ou encore Washington. 
Le président de la BDI est depuis le 1er janvier 2017 Dieter Kempf. 
Le BDI détient une grande influence dans le débat politique en Allemagne. Il soutient en 2016 le traité de libre-échange en l'Union européenne et le Canada (AECG ou CETA en anglais). Il se montre en 2021 très critique vis-à-vis du parti écologiste Alliance 90 / Les Verts, en forte progression dans les intentions de vote. 

## Présidents
- 1949-1971 : Fritz Berg
- 1972-1976 : Hans Günter Sohl
- 1977 (janvier-octobre) : Hanns Martin Schleyer
- 1978 (janvier-septembre) : Nikolaus Fasolt
- 1978-1984 : Rolf Rodenstock
- 1985-1986 : Hans Joachim Langmann
- 1987–1990 : Tyll Necker
- 1991–1992 : Heinrich Weiss
- 1992–1994 : Tyll Necker
- 1995-2000 : Hans-Olaf Henkel
- 2001-2004 : Michael Rogowski
- 2005-2008 : Jürgen Thumann
- 2009-2012 : Hans-Peter Keitel
- 2013-2016 : Ulrich Grillo
- depuis 2017 : Dieter Kempf[11]

## Associations membres
L'association représente les 39 associations membres suivantes : 
- Association de l'industrie automobile (VDA)
- Association principale de l'industrie allemande de la construction e. V.
- Association fédérale des matériaux de construction - Pierres et éros (BBS)
- Association des ingénieurs-conseils e. V. (VBI)
- Organisation de l'industrie des biotechnologies Allemagne e. V. (BIO Allemagne eV)
- Association de l'industrie chimique e. V. (VCI)
- Association centrale du génie électrique et de l'industrie électronique e. V. (ZVEI)
- Association fédérale allemande de gestion des déchets, de l'eau et des matières premières e. V. (BDE)
- Association fédérale du gaz naturel, du pétrole et de la géonergie e. V. (BVEG)
- Verband Forschender Arzneimittelhersteller e. V. (vfa) (Association des sociétés pharmaceutiques basées sur la recherche)
- Comité central immobilier e. V. (ZIA)
- Association de l'industrie de la potasse et du sel e. V. (VKS)
- Association fédérale de l'industrie allemande de la fonderie e. V. (BDG)
- Association fédérale de l'industrie du verre e. V.
- Association fédérale des technologies de l'information, des télécommunications et des nouveaux médias e. V. (BITKOM)
- Fédération de l'industrie céramique e. V. (BVKI)
- Association fédérale de l'industrie aérospatiale allemande e. V. (BDLI)
- Association fédérale de l'économie aéronautique allemande e. V. (BDL)
- Association de l'industrie du génie mécanique (VDMA)
- Association professionnelle des métaux e. V. (WVM)
- Association pour l'économie de l'huile minérale e. V. (MWV)
- Association des employeurs et des entreprises des services de mobilité et de transport e. V. (Agv MoVe)
- Association des papeteries allemandes e. V. (VDP)
- Association fédérale de l'industrie pharmaceutique e. V. (BPI)
- Association des matières premières et des mines e. V. (VRB)
- Association fédérale de l'industrie allemande de la sécurité et de la défense e. V. (BDSV)
- Association professionnelle de l'acier
- Association professionnelle de la construction en acier et des technologies énergétiques e. V. (WV SET)
- Association professionnelle de la transformation de l'acier et des métaux e. V. (WSM)
- Association de l'industrie allemande du textile et de la mode e. V.
- Association fédérale du tourisme allemand e. V. (BTW)
- Technischer Überwachungsverein
- Association de l'économie allemande des réseaux interconnectés e. V. (VdV)
- Association allemande des cigarettes e. V. (DZV)
- Association de l'industrie sucrière e. V. (VdZ)
- Groupe industriel: Association fédérale des industries de la bijouterie, de l'horlogerie, de l'argenterie et des industries connexes e. V.
- Groupe industriel: Association de l'industrie allemande des distributeurs automatiques e. V. (VDAI)
- Groupe industriel: Association de l'industrie dentaire allemande e. V. (VDDI)
- Groupe industriel: Association de l'industrie allemande du jeu e. V.

## Coopérations
- Mouvement européen-Allemagne